# Gabriel Trifu
Gabriel Trifu (n. 14 aprilie 1975 la București) este un fost jucător de tenis român. În 1998, a câștigat primul și singurul său titlu în circuitul ATP, un titlu la dublu la Openul României alături de Andrei Pavel. Din 2017, Trifu este căpitanul echipei României de Cupa Davis.